# Das Slawische Epos

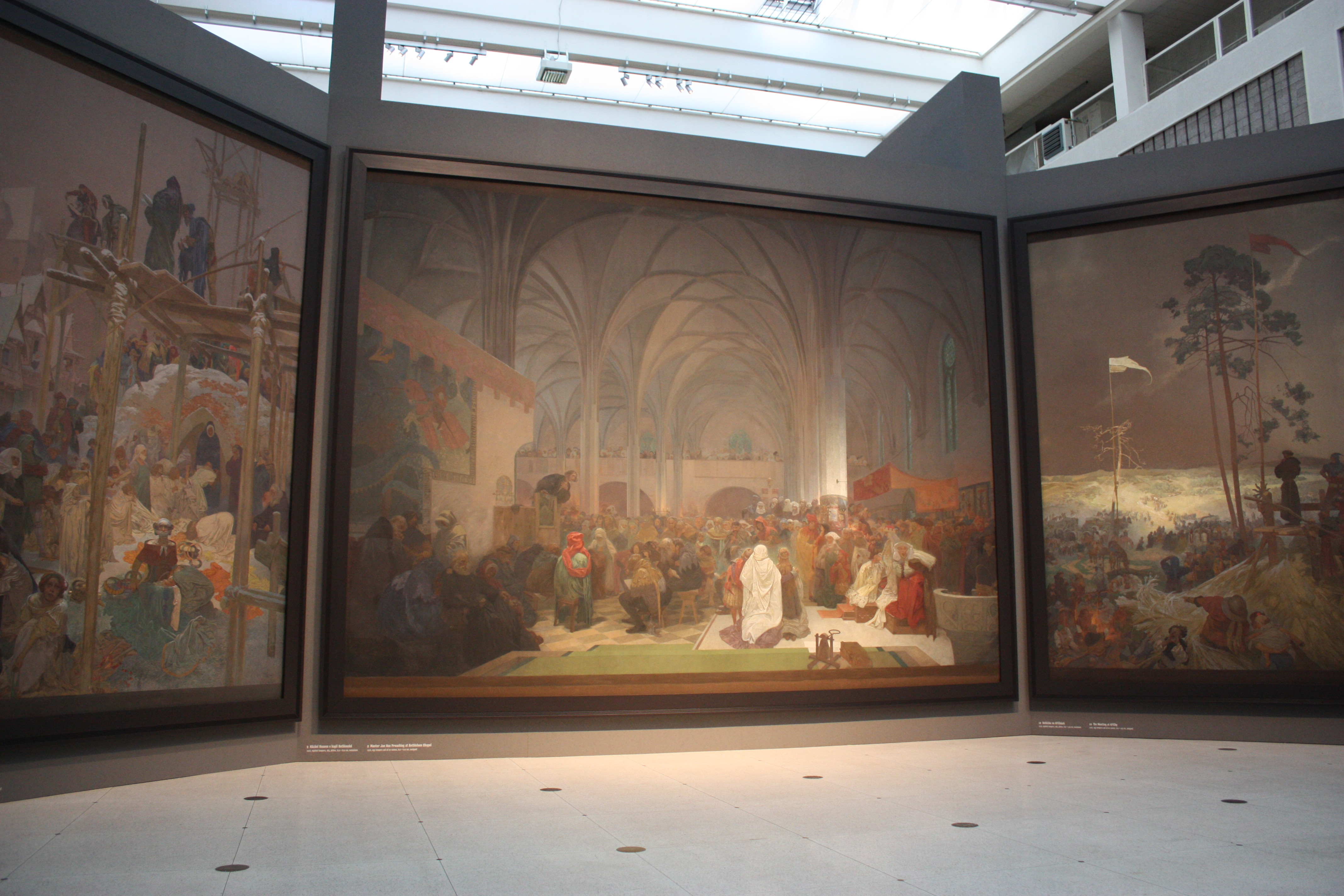
Drei Bilder des Slawischen Epos von Alfons Mucha, 2012 im Prager Messepalast ausgestellt.

Das Slawische Epos, im Originaltitel Slovanská Epopej, ist ein Gemäldezyklus und das Hauptwerk des tschechischen Malers Alfons Mucha. Es zeigt die Geschichte der slawischen Völker und besteht aus 20 großformatigen Tempera-auf-Leinwand-Bildern, die in den Jahren 1911 bis 1928 entstanden. Es ist im Schloss Moravský Krumlov ausgestellt.

## Entstehung

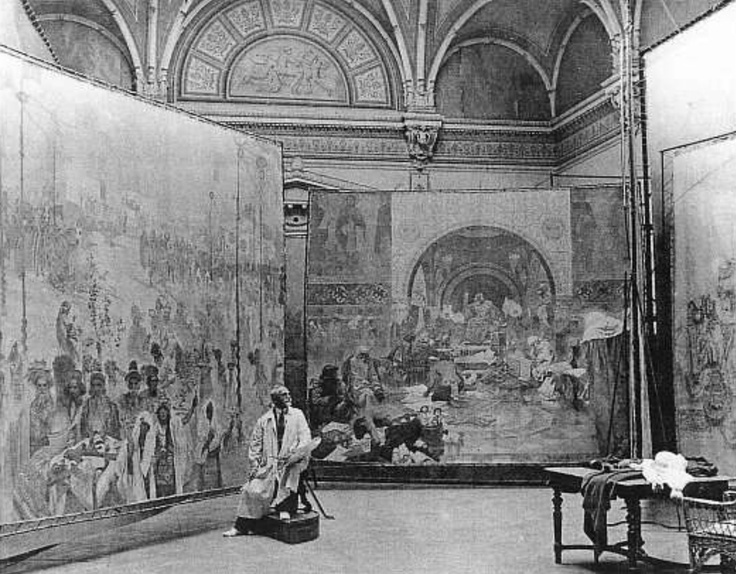
Mucha bei der Arbeit zum Slawischen Epos (1920)

Mucha war vor allem für sinnliche weibliche Allegorien und Plakatkunst im Jugendstil bekannt. Sein dekoratives Schaffen als „Gebrauchskünstler“ war zwar lukrativ, füllte ihn jedoch nicht aus. In seiner Spätphase löste er sich von der kommerziellen Kreativität, um sich der Verwirklichung eines fortwährenden Anliegens zu widmen: Auf „dem Gipfel seines Erfolges, keimte in Mucha die Sehnsucht, mit der bisherigen Diensthaftigkeit seiner Kunst zu brechen und den unaufhörlichen Strom von Aufträgen […] anzuhalten“. Die Idee zum Slawischen Epos war Mucha 1899 beim Entwerfen des Pavillons für Bosnien-Herzegowina für die Pariser Weltausstellung 1900 gekommen. Im Anschluss muss er für seine Recherche viel durch die slawischen Länder gereist sein. Seine Inspirationsquellen suchte er in Fachliteratur und Debatten mit Historikern, Architekten sowie Folkloristen. Realisiert werden konnte der Zyklus durch die finanzielle Deckung des mit Mucha befreundeten und slawophilen Millionärs Richard Crane. Der amerikanische Großindustrielle bezahlte alle benötigten Ressourcen, nicht bloß die Malutensilien, sondern auch die Miete für die Arbeitsstätte, welche auf Grund der riesigen Leinwände im Schloss der westböhmischen Stadt Zbiroh gelegen war. Das Slawische Epos war unkommerziell, es wurde nach seiner Fertigstellung und Präsentation 1928 der Stadt Prag kostenfrei übergeben. Mucha selbst sagte, die Arbeit „hielt ich für meine heilige Pflicht, und habe daher auch keinen Verdienst daran und sie sollte auch keine bezahlte Arbeit sein“. Er stellte jedoch die Bedingung, dass in Prag ein eigener Pavillon für das Slawische Epos gebaut werden sollte.

## Motive
Im Slawischen Epos geht es vorrangig um religiöse, militärische und kulturelle Themen. Allegorien sind häufig. Die Gemälde sind nicht klassisch, sondern collagenartig aufgebaut. Die Figuren beruhen auf fotografischen Vorlagen. Sie zeigen eine deutliche Konzentration auf die tschechische Geschichte und deren protestantische Linie. Der Künstler widmete seinem eigenen Volk zehn Bilder, also die Hälfte des Slawischen Epos. Die übrigen zeigen drei allgemein-slawische, zwei russische und je ein bulgarisches, ein serbisches, ein kroatisches und ein polnisches Thema. Doch auch in den Motiven der anderen Länder sind häufig tschechische Gestalten oder Hinweise versteckt. Den 20. Teil und Abschluss bildet das zusammenfassende Gemälde „Apotheose“ (Verherrlichung). Dieses Werk entstand auch zeitlich als letztes des Epos.
| Nr. | Titel                                                             | Jahr | Bild | Kontext / Bildbeschreibung |
| --- | ----------------------------------------------------------------- | ---- | ---- | --- |
| 1   | Die Slawen in ihrer Urheimat                                      | 1912 |      | Das Bild zeigt Adam und Eva der Slawen als unschuldige verängstigte Bauern. Im Hintergrund plündern Horden eine slawische Stadt. Die irdische Szene ist mit einem heidnischen Priester kontrastiert. An dessen Seite sieht man einen jungen Mann, der den gerechten Krieg, und eine junge Frau, die Frieden symbolisieren. Mucha zeigt die Slawen als Metapher für Frieden, die die Bedeutung von Freiheit erst erlernen müssen. |
| 2   | Die Svantovit-Feier auf der Insel Rügen                           | 1912 |      | Mucha ließ sich von baltischen Slawen und ihrem Svantovit-Kult inspirieren. Rügen widerstand lange Zeit der Christianisierung. Das Bild zeigt das jährliche Erntefest, bei dem mit Opfern den Göttern gehuldigt wurde und der Priester mit den Göttern kommunizierte. Im oberen Teil des Bildes ist der germanische Gott Thor mit seinen Wölfen zu sehen, die die baltischen Slawen unterwerfen. Svantovit selbst erhebt das Schwert gegen die Germanen. |
| 3   | Die Einführung der slawischen Liturgie                            | 1912 |      | Das Gemälde thematisiert die slawische Sprachgemeinschaft, als im 8. Jahrhundert Kyrill und Method die Bibel ins Altkirchenslawische übersetzten. Kyrill und Method gelten auch als Urheber der ältesten slawischen Schrift Glagoliza, aus der sich die bis heute verbreitete Kyrilliza entwickelte. |
| 4   | Simeon, der Zar der Bulgaren                                      | 1923 |      | Als die Zeit der slawischen Liturgie mit dem Tod des Methodius endete, fanden die Jünger Zuflucht am Hof des bulgarischen Zaren Simeon. Er gab die Übersetzung vieler byzantinischer Texte ins Slawische in Auftrag. Der Zar wird in einer Basilika gezeigt, er wird von Philosophen, Schriftstellern, Linguisten und Schriftgelehrten besucht. |
| 5   | Ottokar II., König von Böhmen                                     | 1924 |      | Ottokar II. Přemysl war einer der mächtigsten Könige in der tschechischen Geschichte. Gezeigt wird die Hochzeitsfeier einer seiner Nichten, zu der er alle slawischen Herrscher einlud, um ein Bündnis zu schließen und Frieden zu schaffen. Ottokar selbst begrüßt hier zwei seiner Gäste. |
| 6   | Die Krönung des Stefan Dušan, König der Serben                    | 1924 |      | Stefan Uroš IV. Dušan nutzte als militärischer Führer das auseinanderfallende Byzantinische Reich, um das slawische Gebiet nach Süden hin zu erweitern. Er wurde im 14. Jahrhundert zum Zar der Serben und Griechen gekrönt. Zu sehen ist die Prozession, die der Krönung folgte. |
| 7   | Jan Milíč von Kremsier                                            | 1916 |      | Der Reformprediger Jan Milíč kümmerte sich um die Armen Prags und konvertierte viele Prostituierte. Er errichtete ein Kloster, das Maria Magdalena an der Stelle eines Bordells geweiht war. Die Figuren auf dem Gerüst planen das Kloster, das sich um die Armen kümmert. Milíč ist darunter auf der rechten Seite zu sehen, er predigt einer Gruppe von Frauen, die ihre Kleidung gegen Nonnengewänder tauschen. |
| 8   | Nach der Schlacht bei Grünwald                                    | 1924 |      | Als Antwort auf die militärischen Einfälle des Deutschen Ordens in Gebiete der Nordslawen unterzeichneten der polnische König Wladyslaw Jagiello und der böhmische König Wenzel IV. einen Verteidigungsvertrag. Dieser wurde 1410 in der Schlacht bei Grünwald relevant. Mucha zeigt nicht den Kampf, sondern die vielen Toten als Folge der Schlacht. |
| 9   | Die Predigt des Meisters Jan Hus in der Bethlehemskapelle         | 1916 |      | Im 15. Jahrhundert trat Jan Hus als religiöser Führer in Prag auf und sollte die Hauptfigur der Reformation in Böhmen werden. Er predigte eine strenge, tugendhafte Lebensweise und kritisierte den weltlichen Besitz der Kirche, die Habsucht des Klerus und dessen Lasterleben. Hus wurde 1415 im Zuge des Konstanzer Konzils verbrannt, was eine tschechische nationale Rebellion auslöste, die wiederum zu den Hussitenkriegen führte. Mucha zeigt Huss in der Bethlehemskapelle in Prag. |
| 10  | Das Zusammentreffen der ersten Hussiten „Na Křížkách“ bei Benešov | 1916 |      | Nach dem Tod von Johann Hus ging die Führung der slawischen religiösen Reformbewegung an den radikalen hussitischen Utraquistenprediger Václav Koranda. Koranda propagierte einen Gottesstaat und forderte seine Anhänger auf, anstatt eines Stabes ein Schwert zu führen. Hier wird vor einer Versammlung predigend dargestellt, der düstere Himmel und die rote Flagge deuten auf die bald folgenden Kämpfe hin. |
| 11  | Nach der Schlacht auf dem Berge Vítkov                            | 1916 |      | In den frühen Phasen der Hussitenkriege besetzte der deutsche König die Prager Burg. Eine Bauernarmee von Hussiten aus Südböhmen trat den Kreuzrittern entgegen. Sie wurde angeführt von Jan Žižka. Tschechische Soldaten befreiten die am Berg von Vítkov belagerten Truppen, angeführt von einem Monstranztragenden Priester. Den Priester umgeben hier betende Geistliche. Die Frau im Vordergrund kehrt der Feierlichkeit den Rücken, ahnend, dass der Krieg das Leben ihrer Söhne fordern wird. |
| 12  | Petr Chelčický bei Vodňany                                        | 1918 |      | Die Stadt Vodňany lag im Kreuzfeuer zwischen den Hussiten und Kreuzzüglern. Die Einwohner flüchteten zu Petr Chelčický, einem Reformator, der manche Standpunkte der Lehre Martin Luthers vorwegnahm. Seit 1420 zurückgezogen auf seinem Gut in Südböhmen lebend, entwickelte Chelčický eine radikal pazifistische Vision des Christentums. Er lehnte jegliche Machtausübung und Gewalt in der Kirche ab, ebenso deren Besitz. Er erstrebte eine Rückkehr zum Urchristentum, postulierte die Gleichheit aller Christen und rief zu freiwilliger Armut auf. Im Bild redet Chelčický den ankommenden Flüchtlingen Rachegedanken aus.                                                                                |
| 13  | Georg von Podiebrad, König der Hussiten                           | 1923 |      | Das Bild thematisiert den Triumph des hussitischen Königs Georg von Podiebrad über die Kreuzzüge auf slawisches Territorium. Georg war der erste König in Europa, der dem katholischen Glauben abschwor, als er die Konfession der Hussiten annahm. Alle Versuche Georgs, mit dem neuen Papst Paul zu verhandeln scheiterten, er wurde exkommuniziert. Die Kreuzzüge konnten jedoch im 15. Jahrhundert beigelegt werden. |
| 14  | Das Opfer des kroatischen Ban Nikolaus Zrinski in Sziget          | 1914 |      | Im 16. Jahrhundert wurden einfallende Türken durch eine Bürgerarmee, die vom kroatischen Adeligen Nikolaus Zrinski bereitgestellt wurde, gestoppt. Nach Zrinskis Tod sprengte seine Witwe ein Schießpulverlager in die Luft und stoppte damit die türkische Armee in ihrem Fortkommen. Mucha fängt den Moment der Explosion in der Darstellung des andauernden Kampfes ein. |
| 15  | Der Druck der Kralitzer Bibel in Eibenschütz                      | 1914 |      | Im 16. Jahrhundert wurde die erste vollständige tschechische Version der Bibel in Kralitz gedruckt. Sie wurde aus den Ursprachen Hebräisch und Griechisch ins Tschechische übersetzt und mit einem Kommentar versehen. In dieser Szene inspiziert ein Edelmann die ersten Seiten des gedruckten Textes, während sich eine Reihe von Studenten rechts um die Druckerpresse versammelt und ein Student einem Blinden vorliest. |
| 16  | Die letzten Tage des Comenius in Naarden                          | 1918 |      | Nach militärischer Niederlage im 17. Jahrhundert wurden die Tschechen zum Katholizismus zurück gezwungen. Die Schriften des Pädagogen, Theologen und Philosophen Johann Amos Comenius inspirierten seine Landsleute, an eine Rückkehr in die Unabhängigkeit zu glauben. Mucha stellt seinen Tod dar: Comenius sitzt auf einem Stuhl am Meeresufer der holländischen Stadt Naarden. Im Vordergrund sind seine trauernden Anhänger zu sehen. |
| 17  | Der heilige Berg Athos, das Ziel der ostslawischen Pilger         | 1926 |      | Dieses Gemälde würdigt die griechische Kirche, die die Slawen mit dem byzantinischen Reich verband, insbesondere durch die missionarischen Aktivitäten von Kyrill und Method. Der hier abgebildete Berg Athos ist der heiligste Ort der orthodoxen Kirche. Auf der rechten Seite sieht man eine Gruppe russischer Pilger, die vor Hohenpriestern knien. Im Zentrum erscheinen Engel mit kleinen Modellen von vier slawischen Klöstern. |
| 18  | Der Eid der slawischen Jugend                                     | 1926 |      | Im 19. Jahrhundert wurde die patriotische Jugendorganisation Omladina gegründet, mit einer liberalen, antiklerikalen Ausrichtung. Mucha zeigt Mitglieder der Bewegung, die unter einer von einer Göttin besetzten Linde ein patriotisches Gelübde ablegen. Muchas eigene Kinder standen Modell für zwei Figuren im Vordergrund: Auf der rechten Seite seinen Sohn Jiří, auf der linken Seite seine Tochter Jaroslava. Das Motiv des Harfe spielenden Mädchens ähnelt demjenigen auf dem Ausstellungsplakat von 1928. |
| 19  | Die Abschaffung der Leibeigenschaft in Russland                   | 1914 |      | In Russland wurde die Leibeigenschaft durch Alexander II. 1861 erst sehr spät abgeschafft. Oft folgte hierauf keine Freiheit für die Bauern, sondern eine verschärfte wirtschaftliche Abhängigkeit, jedoch ohne dass sie den alten Rechtsschutz genossen. Das Gemälde zeigt verunsicherte russische Bauern, vor denen ein Beamter das Edikt liest. Die Basilius-Kathedrale und der dahinter liegende Kreml sind durch einen dichten Nebelschleier kaum zu erkennen. |
| 20  | Apotheose. Das Slawentum für die Menschheit                       | 1926 |      | Das abschließende Gemälde vereint die Reihe, indem es eine Vision des slawischen Triumphes als ein Vorbild für die gesamte Menschheit darstellt. Das Blau in der rechten unteren Ecke repräsentiert die mythischen frühen Tage. Das Rot in der oberen linken Ecke weist auf die Hussitenkriege hin. In der Mitte in Gelb getaucht sind diejenigen, die sich um Freiheit, Frieden und Einheit bemühen. Die Jugendlichen, die Zweige der Linde halten, zollen den slawischen Helden Tribut. Die Hauptfigur, der Mann mit ausgestreckten Armen, steht sowohl für das Leiden der Slawen im Laufe der Jahrhunderte als auch für die Hoffnungen auf die neue Republik. Christus an der Spitze segnet die gesamte Szene. |

## Absicht
Mit den Gemälden wollte Mucha die Liebe zu seinem Volk, verbunden mit einer Vision der Menschheit bekunden. Der Künstler sagt über die ihm zugrunde liegenden Absichten: „Der Zweck meines Werkes bestand […] im Aufbauen, im Brückenschlagen, denn uns alle muss die Hoffnung nähren, daß die gesamte Menschheit sich näher kommt, und zwar um so leichter, wenn sie sich gegenseitig kennenlernt.“. Nationale Epen gibt es bei fast jedem Volk, die Gattung unterstreicht die „erzählerischen und episodischen Elemente“ einer Kultur, „alle Epen haben jedoch bei aller Vielfalt ein ganz bestimmtes, gemeinsames inneres Modell […]: das Vertrauen in den geistigen und humanen Fortschritt der Menschheit“. Der Zyklus steht dem panslawischen Ansatz nahe, welcher eine kulturelle, geschichtliche und ideelle Verbundenheit in der slawischen Welt erreichen wollte, faktisch jedoch Utopie blieb.

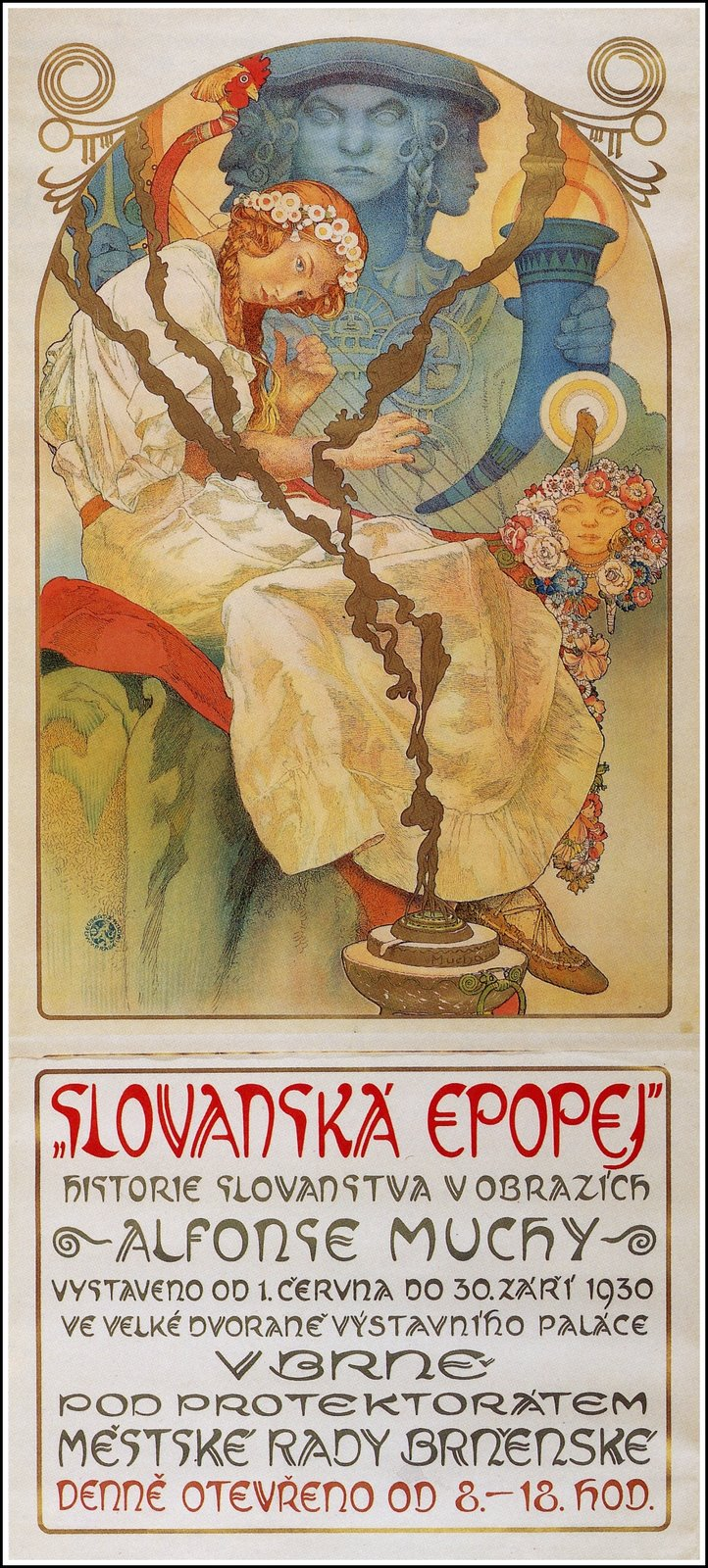
Plakat zur Ausstellung in Brünn, 1930

## Rezeption
Mucha schätzte das Slawische Epos selbst viel höher als seine vorherigen, dekorativen Werke. Während das Slawische Epos im Ausland (dabei besonders in den USA) gefeiert und gelobt worden ist, wurde es in der damaligen Tschechoslowakei verspottet und abgelehnt. Das Slawische Epos war oder wirkte damals unmodern und „unangebracht“. Dies lässt sich aus dem gesellschaftlichen Bewusstsein der Fertigungszeit heraus erklären, denn Mucha gehörte sowohl dem 19. als auch dem 20. Jahrhundert an: Er ist in seiner zweiten Lebenshälfte nicht so leicht in eine feste Kunstepoche-Kategorie einzuordnen. Die militärischen Bilder sind sehr bewusst völlig gewaltfrei gehalten, und eben diese unblutige Darstellung könnte als Ursache dafür herangezogen werden, dass sich auch „nationalistische Kreise nie wirklich für dieses ‚Nationalepos‘ begeistern konnten“. Auch „die Prager international orientierte Avantgarde hatte es […] verworfen“ Lange wurde der Gemäldezyklus weltweit von der Forschung ignoriert, weil er „endgültig außerhalb der Kunstgeschichte“ stand.

## Ausstellungen
Das Epos wurde immer wieder an anderen Orten gezeigt. Ab 1928 waren die Bilder meist im Prager Messepalast ausgestellt. In den 1930er-Jahren wurden sie archiviert und waren so für die Öffentlichkeit längere Zeit nicht zugänglich. Ab 1963 konnten die Bilder im Schloss Moravský Krumlov wieder präsentiert werden. 2011 wurde vom Prager Bürgermeister Bohuslav Svoboda vorgeschlagen, das Epos im Prager Hauptbahnhof auszustellen. 2012 bis 2014 waren die Gemälde wieder in Prag im Messepalast ausgestellt. 2016 befand sich der Gemäldezyklus in der Prager Nationalgalerie. Im Jahr 2018 waren Teile des Epos zusammen mit einigen von Muchas Plakaten in Brünn ausgestellt. 2021 wurde es an das Schloss Moravský Krumlov verliehen.